# Embalse de Vilella Baja
El embalse de Vilella Baja es una infraestructura hidráulica española construida sobre el río Montsant, en los municipios de Cabassers y la Figuera, comarca de El Priorato, provincia de Tarragona, Cataluña. Curiosamente, a pesar de llevar su nombre, no forma parte del municipio de Vilella Baja. Nunca ha tenido mucha utilidad, dado que su sentido como embalse para agua de riego no se ha alcanzado, ya que en los veranos siempre ha estaso seco y desde la construcción del embalse de Margalef, también en el río Montsant, es habitual que esté vacío todo el año.